# Vědecká konference

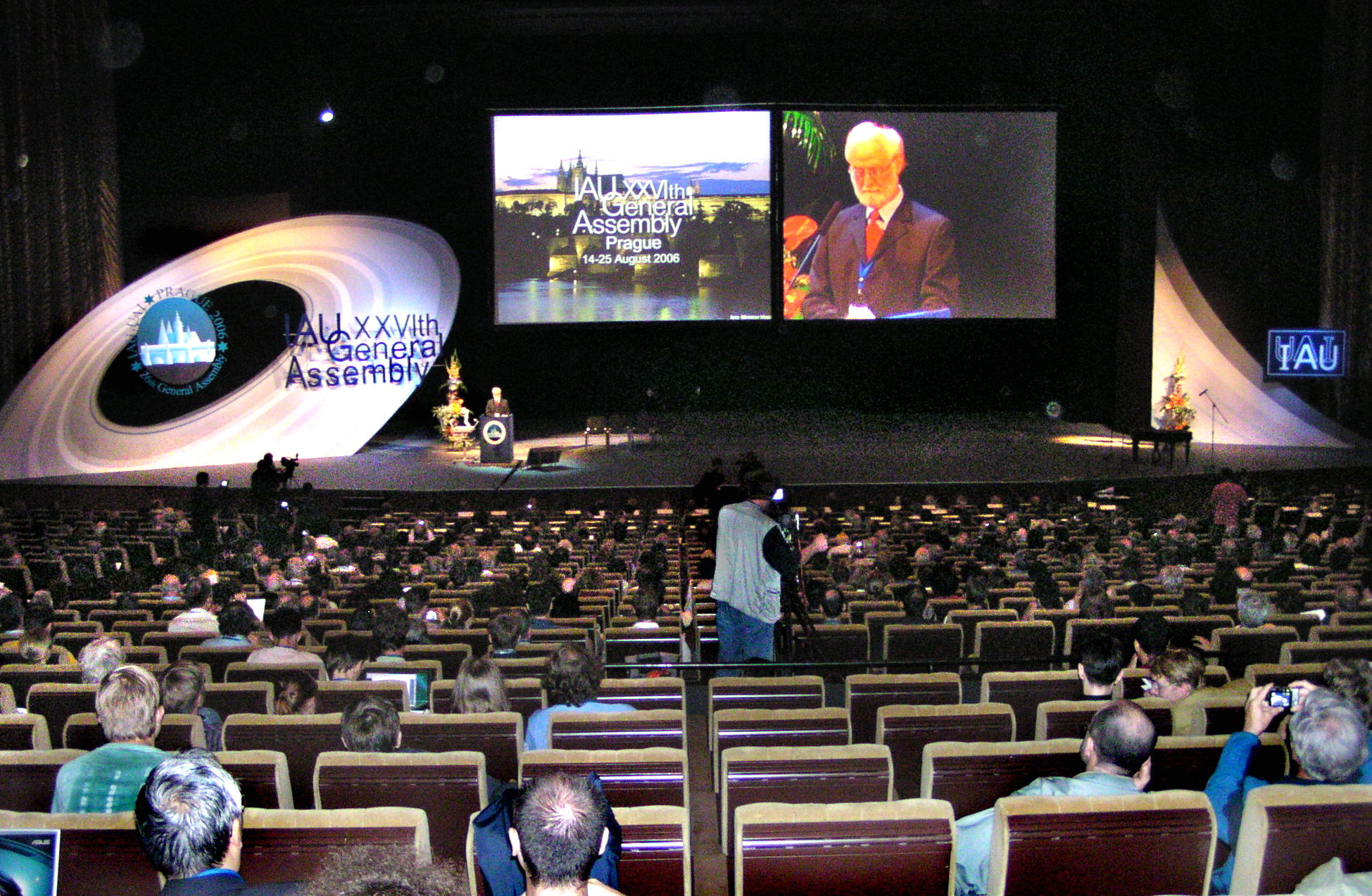
Zahájení kongresu Mezinárodní astronomické unie v Praze roku 2006

Vědecká nebo odborná konference je obvykle krátkodobé diskusní setkání mnoha odborníků v určité oblasti. Účelem je šíření a výměna informací, prezentace dosažených výsledků i navazování styků a spolupráce. Větší konference se obvykle skládá z plenární části (zvané přednášky, panelové diskuse, závěry), z jednání v sekcích (multitrack), z výstavy posterů s krátkými sděleními a z doprovodného programu. Konference může být jednorázová nebo se pravidelně opakuje, účast může být otevřená nebo výběrová, zpravidla vyžaduje předchozí registraci a zaplacení konferenčního poplatku. Výsledky konferencí se obvykle publikují ve sborníku (angl. Proceedings).
Odborná setkání k užšímu tématu a s menším počtem účastníků se obvykle nazývají sympozium, případně workshop. Během jednání se prezentuje několik kratších referátů k příslušným tématům nebo několik referátů k jednomu tématu, ale z různých úhlů pohledu.

## Příprava
Odborné konference pořádají vědecké ústavy, vysoké školy, odborné společnosti a další instituce. Technické zajištění se často svěřuje specializovaným firmám. Prvním krokem přípravy je ustavení organizačního a programového výboru, případně předsednictva. Programový výbor sestaví předběžný program, určí jednotlivé sekce a vybere významné odborníky, které pozve k úvodním přednáškám (Keynote Lecture, Invited Speaker). Organizační výbor stanoví podmínky pro účast, připraví propagační materiály a vydá veřejnou výzvu k přihlašování příspěvků. Programový výbor vybere z přihlášek ty, které budou na konferenci předneseny (často v sekcích), a ty, které se mohou prezentovat formou posteru – textem a obrázky.

## Průběh
Konference začíná registrací účastníků, kteří obdrží přesný program a různé další materiály, včetně např. plánu města a doprovodného programu. Jazykem mezinárodních konferencí je obvykle angličtina, někdy se připouští i jazyk hostitelské země, což ovšem vyžaduje tlumočení. Po registraci následuje zahájení s projevy čestných hostů a úvodní zvanou přednáškou. U několikadenních konferencí bývá zahájení později odpoledne a po něm recepce s občerstvením, případně kulturní program. Další program bývá rozdělen na plenární zasedání a práci v dílčích sekcích, které probíhají souběžně. Mezi jednotlivými příspěvky bývají krátké přestávky, aby účastníci mohli přejít z jedné sekce do druhé. V předsíních bývá k dispozici káva a drobné občerstvení, účastníci se zde často seznamují a diskutují, stejně jako v polední přestávce. Závěrečnou část konference, kde mohou být také závěry z jednotlivých sekcí, panelové diskuse a další plenární přednášky, uzavírají často projevy významných hostů, odborníků nebo i zástupců sponzorů.

## Příspěvky
Příspěvky na konference se přihlašují se stručnými abstrakty v rozsahu do stovek slov. Pokud je příspěvek přijat, stanoví pořadatelé termín zaslání textu. Přednášený příspěvek bývá omezen na 10 až 30 minut, po něm následuje krátká diskuse. Zvané přednášky a panelové diskuse bývají delší, mohou trvat až hodinu. Poster se předkládá na papíře ve velkém formátu (A0, A1).

## Doprovodný program
Souběžně s konferencí probíhají často jednak odborné, jednak kulturní doprovodné programy. Mezi odborné mohou patřit plenární zasedání společností, jež konferenci pořádají, výstavy odborné literatury i přístrojů nebo software, exkurze do vědeckých a technických zařízení, specializované workshopy a celá řada dalších.
Kulturní programy jsou určeny hlavně pro doprovod účastníků (manželé, partneři): zájezdy, výstavy, koncerty a podobně. I k těm bývá třeba předběžná registrace.

## Náklady
Velkou část nákladů nesou pořadatelé, často podporovaní sponzory a granty. Ti hradí i cestovní náklady a ubytování zvaných přednášejících, ostatní účastníci si všechno hradí sami, často z grantů. Pro mladé badatele a studenty bývají k dispozici stipendia.